# Абітібі (озеро)
Абітібі (фр. Abitibi, англ. Abitibi) — озеро, що лежить на межі провінцій Квебек (округ Абітібі-Теміскамінг) та Онтаріо (округ Кокране), в Канаді. Озеро практично розділене на дві частини з дуже вузькою протокою поміж ними, до певної міри можна вести мову про дві водойми. Загальна площа 931 км², без островів — 903 км². Попри значну площу озеро дуже мілке — середня глибина 3.5 метри, максимальна 15 метрів. Абітібі має безліч (понад 900) дрібних островів. Висота поверхні 265 метрів над рівнем моря, перепади висоти до двох метрів. Замерзає в листопаді, скресає у травні. З озера витікає річка Абітібі, надалі вливається в річку Мус, яка впадає в затоку Джеймса.

## Використання
З XVII століття район був місцем французько-англійського протистояння за контроль над торгівлею хутром
Околиці озера вкриті лісами, є целюлозно-паперові комбінати. Частина західного узбережжя озера та річки Абітібі належать до провінційного парку Абітібі-де Тройс (фр. Abitibi-De Troyes). На берегах озера є два невеликі квебекські муніципалітети: Рокуемаре (фр. Roquemaure) і Клерваль (фр. Clerval), з населеннями 432 і 343 осіб відповідно.